# Francesco Bonino
Francesco Bonino (Sommariva del Bosco, 21 febbraio 1908 – Cumiana, 21 ottobre 1991) è stato un ciclista su strada italiano, professionista dal 1931 al 1934.

## Carriera
Debuttò nel 1925 nell'U.S. Sportiva Dora di Torino, proseguì nella S.C. Siccardi, con la quale vinse il G.P. Esercenti di Porta Palazzo, e quindi nel Dopolavoro Fiat. Nel 1931 passò professionista come individuale, piazzandosi nono alla Milano-Torino.
Gareggiò al Giro d'Italia 1932 concludendo quattordicesimo assoluto e secondo nella classifica isolati alle spalle di Aristide Cavallini; in stagione fu anche tredicesimo al Giro del Piemonte, sesto alla Coppa Giachetti a Cuorgnè e ottavo alla Predappio-Roma. Nel 1933 fu sesto al Giro del Piemonte; prese inoltre parte alla Milano-Sanremo e al suo secondo Giro d'Italia, ritirandosi. L'anno dopo corse invece la Milano-Torino e il Giro di Toscana.

## Piazzamenti

### Grandi Giri
- Giro d'Italia

1932: 14º
1933: ritirato

### Classiche monumento
- Milano-Sanremo

1933: 28º